# Björn Lindén
Björn Carl Henrik Lindén, född 6 januari 1961 i Kungälv, är en svensk jurist som var lagman i Örebro tingsrätt från 2014 till 2021, för att därefter verka vid Södertörns tingsrätt.
Lindén utsågs till rådman i Blekinge tingsrätt 2 november 2006 och den 16 februari 2012 utsågs han till chefsrådman i Växjö tingsrätt. Den 27 februari 2014 utsågs han till lagman i Örebro tingsrätt.